# 古民村
23°33′53.8″N 120°21′07.8″E / 23.564944°N 120.352167°E
古民村是中華民國台灣嘉義縣新港鄉轄下的行政村。面積約1.003832平方公里,人口約1,546人。

## 地理
本村位於新港街面北側，北界為埤仔頭大排水溝，南界為嘉南大圳北幹線新港支線、西界為嘉157縣道，區域內於清領墾殖時期多有小型埤塘，故有「公厝潭仔」、「石頭潭仔」及「黃厝潭仔」等舊地名。至今仍有幾個小型水塘遺留。

## 聚落歷史
本區域的人口約於1796至1820年（嘉慶年間）因古笨港溪（今北港溪）氾濫，而遷居於此。主要由客籍人士及漳州籍移民組成聚落，其中因屯墾時期閩；客生活習慣多有不同，故至今日仍分姓氏集居，並有舊地名佐證，如：黃厝（黃姓）、林厝（林姓）、宅內（林姓、邱姓）、口厝（陳姓）、後壁厝（曾姓）等。
因清領時期「西勢潭」地區包括今日古林、中庄（位於新港鄉中村）及後庄（新港鄉共和村），三個聚落彼此以「兄弟庄」為稱。

## 教育
本地自日治時期始有官設教育機構。1943年（昭和18年）成立新港國民學校北分教場，1946年（民國35年）改稱臺南縣新港鄉第三國民學校，1947年（民國36年）校名改稱臺南縣新港鄉古民國民學校，1950年（民國39年）校名改稱嘉義縣新港鄉古民國民學校。

## 文化資源
宗教性資源列如下：
- 古林永福宮：建立於1796年（清領時期），主祀三山國王。本廟宇與清領時期「西勢潭」區域內「中庄永祿宮」（新港鄉中庄村）及後庄廣福宮（新港鄉共和村）至今仍有聯合遶境的紀錄[2]。
- 新港鄉召會：成立於1989年、於2010年恢復設立，地址於嘉義縣新港鄉古民街古民1-68號[4]。